# Збірна Мавританії з футболу
Збірна Мавританії з футболу (англ. ; араб. منتخب موريتانيا لكرة القدم‎ фр. Équipe de Mauritanie de football) представляє Мавританію на міжнародних футбольних турнірах та у товариських матчах. Керівна організація — Федерація футболу Мавританії. До 2018 року збірна Мавританії жодного разу не проходила кваліфікацію на чемпіонат світу, на Кубку африканських націй тричі брала участь у груповому етапі (2019, 2021, 2023).

## Чемпіонат світу
- 1930–1974 — не брала участі
- 1978 — не пройшла кваліфікацію
- 1982–1994 — не брала участі
- 1998–2010 — не пройшла кваліфікацію
- 2014 — не брала участі
- 2018 — не пройшла кваліфікацію
- 2022 — не пройшла кваліфікацію

## Кубок Африки
- 1957–1978 — не брала участі
- 1980 — не пройшла кваліфікацію
- 1982 — не пройшла кваліфікацію
- 1984 — не брала участі
- 1986 — не пройшла кваліфікацію
- 1988 — не брала участі
- 1990 — відмовилась від участі
- 1992 — не пройшла кваліфікацію
- 1994 — не брала участі
- 1996 — не пройшла кваліфікацію
- 1998 — не пройшла кваліфікацію
- 2000 — відмовилась від участі
- 2002–2010 — не пройшла кваліфікацію
- 2012 — відмовилась від участі
- 2013 — не брала участі
- 2015–2017 — не пройшла кваліфікацію
- 2019 — груповий етап
- 2021 — груповий етап
- 2023 — груповий етап